# 1033 Simona
1033 Simona је астероид главног астероидног појаса са пречником од приближно 24,76 .
Афел астероида је на удаљености од 3,346 астрономских јединица (АЈ) од Сунца, а перихел на 2,662 АЈ.
Ексцентрицитет орбите износи 0,113, инклинација (нагиб) орбите у односу на раван еклиптике 10,641 степени, а орбитални период износи 1902,427 дана (5,208 година).
Апсолутна магнитуда астероида је 11,00 а геометријски албедо 0,114.
Астероид је откривен 4. септембра 1924. године.